# Finale della Coppa del mondo per club FIFA 2015
La finale della 12ª edizione della Coppa del mondo per club FIFA si è tenuta domenica 20 dicembre 2015 all'International Stadium di Yokohama tra gli argentini del River Plate, vincitori della Coppa Libertadores 2015, e gli spagnoli del Barcellona, vincitori della UEFA Champions League 2014-2015.

## Il cammino verso la finale
Il River Plate ha superato in semifinale il Sanfrecce Hiroshima, vincitore della J1 League 2015 (e qualificato al torneo in qualità di campione del Paese ospitante), per 1-0.
Il Barcellona è arrivato in finale eliminando il Guangzhou Evergrande, campione della AFC Champions League 2015, per 3-0.

## La partita
La gara vede fin dai primi minuti un netto dominio da parte del Barcellona che, dopo qualche difficoltà dovuta al tentativo del River Plate di pressare alto, inizia a produrre gioco e creare occasioni: la prima all'11' è sventata da Barovero che blocca in due tempi un tentativo di Messi servito da Iniesta. La conclusione di Alario alla mezz'ora non impensierisce più di tanto il portiere avversario Bravo. Al 36' su un cross dalla destra di Alves, Neymar fa la sponda per Messi che in mezzo a due difensori controlla e di sinistro sigla l'1-0. Ad inizio ripresa il Barcellona raddoppia con Suárez che su lungo lancio di Busquets controlla e solo davanti a Barovero lo supera sul primo palo (49'). Messi avrebbe altre tre occasioni per realizzare il 3-0 ma il sigillo definitivo arriva al 68' ancora con Suárez che capitalizza un cross preciso di Neymar. Il tiro di Martínez respinto da Bravo con la complicità del palo è l'ultima emozione dell'incontro, che si chiude con la vittoria degli spagnoli.
Il Barcellona conquista il terzo successo nella competizione (dopo quelli del 2009 e del 2011) diventando la squadra più titolata nella storia del torneo.

## Tabellino
| Arbitro: | Faghani |

|  |           |                           |
|  | Marcatori | 37’ Messi 49’, 68’ Suárez |

| River Plate | Barcellona |

| P                | 1  | Marcelo Barovero (c) |     |     |
| D                | 25 | Gabriel Mercado      |     |     |
| D                | 2  | Jonathan Maidana     |     |     |
| D                | 3  | Éder Álvarez Balanta |     |     |
| D                | 21 | Leonel Vangioni      |     |     |
| C                | 5  | Matías Kranevitter   | 10’ |     |
| C                | 8  | Carlos Sánchez       |     |     |
| C                | 19 | Tabaré Viudez        |     | 56’ |
| C                | 23 | Leonardo Ponzio      | 32’ | 46’ |
| A                | 7  | Rodrigo Mora         |     | 46’ |
| A                | 13 | Lucas Alario         |     |     |
| Sostituti:       |    |                      |     |     |
| P                | 12 | Augusto Batalla      |     |     |
| P                | 26 | Julio Chiarini       |     |     |
| D                | 6  | Leandro Vega         |     |     |
| D                | 20 | Milton Casco         |     |     |
| D                | 24 | Emanuel Mammana      |     |     |
| C                | 10 | Gonzalo Martínez     |     | 46’ |
| C                | 16 | Nicolás Bertolo      |     |     |
| C                | 18 | Camilo Mayada        |     |     |
| C                | 27 | Lucho González       |     | 46’ |
| A                | 11 | Javier Saviola       |     |     |
| A                | 15 | Leonardo Pisculichi  |     |     |
| A                | 22 | Sebastián Driussi    |     | 56’ |
| Allenatore:      |    |                      |     |     |
| Marcelo Gallardo |    |                      |     |     |

| P            | 13 | Claudio Bravo         |     |     |
| D            | 6  | Dani Alves            |     |     |
| D            | 3  | Gerard Piqué          |     |     |
| D            | 14 | Javier Mascherano     |     | 81’ |
| D            | 18 | Jordi Alba            | 16’ |     |
| C            | 4  | Ivan Rakitić          | 43’ | 67’ |
| C            | 5  | Sergio Busquets       |     |     |
| C            | 8  | Andrés Iniesta (c)    |     |     |
| A            | 10 | Lionel Messi          |     |     |
| A            | 9  | Luis Suárez           |     |     |
| A            | 11 | Neymar                | 61’ | 89’ |
| Sostituti:   |    |                       |     |     |
| P            | 1  | Marc-André ter Stegen |     |     |
| P            | 25 | Jordi Masip           |     |     |
| D            | 15 | Marc Bartra           |     |     |
| D            | 21 | Adriano               |     |     |
| D            | 23 | Thomas Vermaelen      |     | 81’ |
| D            | 24 | Jérémy Mathieu        |     | 89’ |
| C            | 20 | Sergi Roberto         | 72’ | 67’ |
| C            | 26 | Sergi Samper          |     |     |
| C            | 28 | Gerard Gumbau         |     |     |
| A            | 17 | Munir                 |     |     |
| A            | 19 | Sandro Ramírez        |     |     |
| Allenatore:  |    |                       |     |     |
| Luis Enrique |    |                       |     |     |